# جورج وليام فانشو
جورج وليام فانشو (بالإنجليزية: George William Featherstonhaugh) جورج وليام(لوهافر، 28 سبتمبر 1866 -لندن، 9 أبريل 1780). كان جيولوجي وجغرافي بريطاني وهو الذي بدأ السكك الحديدية ألبانية وسكينيكتدي وكان المساح لشراء لويزيانا للحكومة الأمريكية.
وولد لجورج ودوروثي سيمبسون فانشو في لندن، ونشأ في سكاربورو، شمال يوركشاير، انجلترا. كان يحب تسلق المنحدرات، وجمع الحفريات، وجمع بيض الطيور البرية للبيع. كان بارعا في الكتابة وأصبح زميل الجمعية الجيولوجية والجمعية الملكية.